# Clima da Antártica

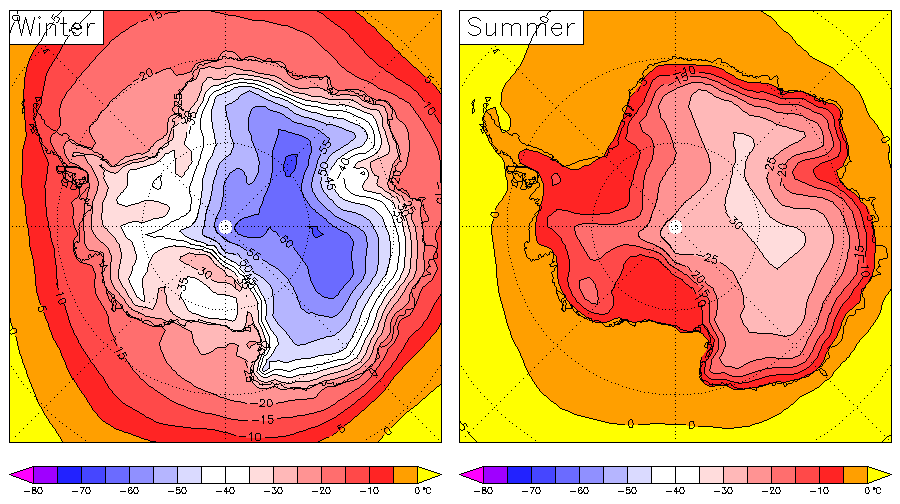
Temperatura na superfície da Antártica no inverno e no verão.

 O clima da Antártica (português brasileiro) ou Antártida (português europeu) é o mais frio da Terra, sendo a menor temperatura já documentada no planeta de -89.9 °C na Estação Vostok. Ela também é extremamente seca, com uma média anual de precipitação entre 30 e 70 mm; contudo, na maior parte do continente, a neve nunca derrete e é comprimida até transformar-se em geleiras que formam plataformas de gelo. As massas de ar raramente penetram a fundo no continente.

## Temperaturas
As temperaturas médias em sua região central ficam entre -30°C e -65°C, sendo a menor temperatura do mundo, -89°C, muito gelado, documentada na base russa de Vostok, a aproximadamente 3.400 metros de altitude no dia 21 de Julho de 1983. Devido à influência das correntes marítimas, as zonas costeiras apresentam temperaturas entre os -10°C e -20°C.
Estima-se que apesar dos seis meses de escuridão do inverno, a incidência da energia solar no Pólo Sul seja semelhante à recebida anualmente no Equador, mas 75% dessa energia é refletida pela superfície de gelo.
A Antártica Oriental é mais fria que a Ocidental por ser mais elevada. Massas de ar raramente penetram muito no continente, deixando seu interior frio e seco. O gelo no interior do continente dura muito, apesar da falta de precipitação para renová-lo. A queda de neve não é incomum no litoral, onde já se registrou a queda de 1,22 metro em 48 horas. Também é um continente com ventos fortes, registrando-se ventos com velocidades superiores a 140 km/h nas costas. No interior, entretanto, as velocidades são tipicamente moderadas.
A Antártica é mais fria do que o Ártico por dois motivos: em primeiro lugar, grande parte do continente está a mais de três quilômetros acima do nível do mar. Em segundo lugar, a área do Pólo Norte é coberta pelo Oceano Ártico e o relativo calor do oceano é transferido através do gelo, impedindo que as temperaturas nas regiões árticas alcancem os extremos típicos da superfície da terra no sul.

## Precipitação
A precipitação média anual na Antártica fica entre 30 e 70 mm, mas ela varia largamente de região para região, da grande quantidade na Península Antárctica (metros por ano) a valores muito baixos, semelhates aos de um deserto (décimos de milímetros por ano) no interior. A maior parte da precipitação na Antártica se dá na forma de neve.

## Eventos climáticos
Alguns eventos climáticos são comuns na região. A aurora austral, conhecida como luzes do sul, é um brilho observado durante a noite perto do Pólo Sul. Outro acontecimento é o pó de diamante, neblina composta de pequenos cristais de gelo. Forma-se geralmente sob céu limpo, por isso as pessoas referem-se a ele como precipitação de céu limpo. Falsos sóis, brilhos formados pela reflexão da luz solar em cristais de gelo, conhecidos como parélio, são uma manifestação óptica atmosférica.

## Mudanças climáticas

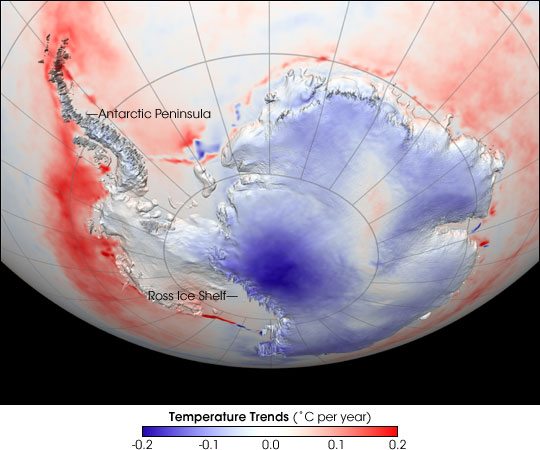
Tendências na temperatura superficial.

Vários estudos observaram um aquecimento do continente, das águas em volta deste ou do ar em sua  superfície nos últimos 200 anos, em especial na Península Antártica, onde se observou um aquecimento de 2,5 °C nos últimos 50 anos. Há mesmo estudos que apontam um derretimento mais rápido do gelo do que previsto anteriormente. A evidência mais clara foi o recente esfacelamento da Plataforma de Gelo Larsen-B de 3 mil km² e 200 metros de espessura em menos de um mês.  Em 13 fevereiro de 2020, o continente registrou a temperatura mais alta da história, com termômetros apontando os incríveis 20,7 ºC. 
Alguns estudiosos não atribuem esse aumento na temperatura ao aquecimento global, dizendo ter causas naturais apenas acentuadas pelos gases estufa ou desconhecidas, mas segundo estudos das Nações Unidas e da Organização Meteorológica Mundial esta é não só uma das causa, como a principal. O estudo também mostra que a maioria do aquecimento é produto de atividades humanas.
As consequências são o descongelamento das geleiras, impactos na vida animal e o aumento do nível do mar no planeta. Simulações mostraram que milhares de espécies podem ser extintas em pouco mais de um século caso as temperaturas continuem a subir. Os crustáceos que vivem nas áreas costeiras, por exemplo, deixariam de conseguir retirar oxigênio suficiente da água Os pinguins em anos recentes tiveram sua disponibilidade de alimentos diminuída e passaram a migrar para áreas mais frias.
Algumas análises mostram um derretimento maior tanto na Península Antártica quanto na Antártica Ocidental, ainda que a camada de gelo na Antártica Oriental esteja aumentando. Esse aumento, no entanto, pode ser causado por um aumento da precipitação causado, por sua vez, por um aumento na temperatura do ar. Se todo o gelo derretesse, o nível do mar subiria até 80 metros, mas cientistas chegaram a conclusão de que a massa de gelo perde 152 quilômetros cúbicos por ano — correspondentes ao aumento de 1,8 milímetros anuais do nível do mar no presente — e que o derretimento total do continente levaria muito tempo.